# ميتسوبيشي جي 3 إم
ميتسوبيشي جي 3 إم هي طائرة قاذفة يابانية بعيدة المدى من إنتاج شركة ميتسوبيشي، أنتجت عام 1935 لسلاح الجو الإمبراطوري الياباني وقد استخدمت بكثافة خلال الحرب العالمية الثانية لاسيما ضد الصين.
يبلغ مدى الطائرة الأولى 3,541 كم وزيد هذا المدى بالطرازات الأحدث ليبلغ 4,400 كم وبسرعة قصوى تبلغ 375 كم بالساعة ويتألف طاقم الطائرة من 7 أفراد ويشمل تسليحها مدفع عيار 20 ملم و 4 مدافع من عيار 7,7 ملم ويمكنها حمل قنابل بمجموع 800 كجم أو طوربيد واحد مضاد للسفن.